# 骨鰾上目
骨鰾上目（こっぴょうじょうもく、Ostariophysi）は、魚類の2番目に大きな上目で、構成魚種は骨鰾類と呼ばれる。この多様なグループは、現生魚類の約28%にあたる8,000近い魚種を包含し、淡水魚では68%を占め、南極を除く主要大陸のほぼ全域に分布する。表皮の傷口から他魚に危険を伝える警報物質が放散されることや、ウェーバー器官をもち聴覚に優れることなど、多くの共通した特徴がある。食用や釣りの対象・観賞魚・研究対象等として人々にかかわりの深い魚種を含む。

## 分類

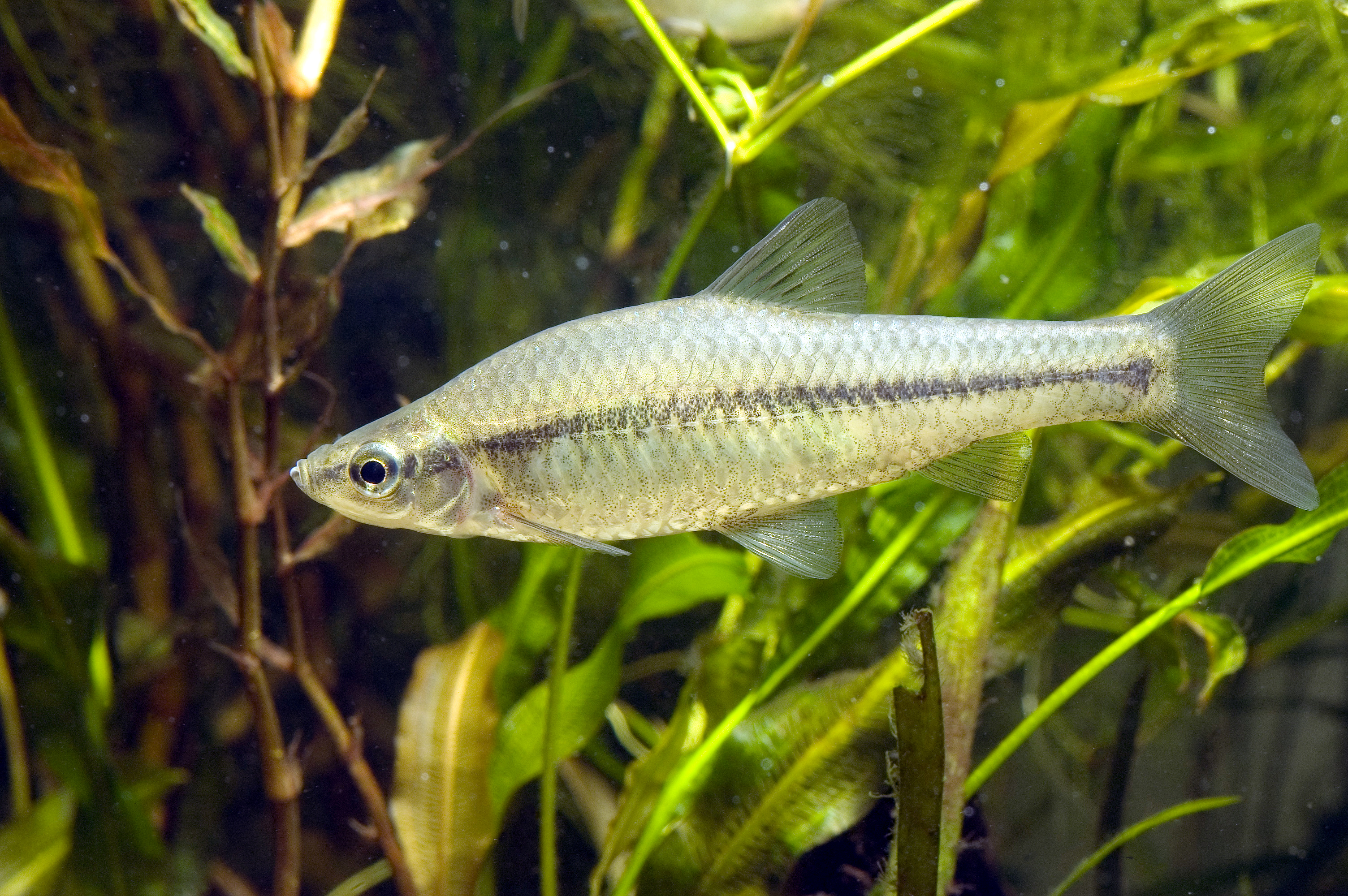
モツゴ（コイ科）
Pseudorasbora Parva

骨鰾上目とは警報物質とウェーバー器官を有する魚種のグループで、前骨鰾系 (Anotophysi) と骨鰾系 (Otophysi) の2系統に分けられている。警報物質をもつがウェーバー器官は原始的なグループが前骨鰾系で、ウェーバー器官が発達したグループが骨鰾系である。
従来の骨鰾類は、現在骨鰾系に属する魚種のみで構成されていた。新たにネズミギス目が骨鰾類に加えられ、従来の骨鰾類をネズミギス目と分割するため、1970年に Rosen と Greenwood によって骨鰾系が定義された。下位分類は下記の通り。
- 前骨鰾系 Anotophysi
  - ネズミギス目 Gonorynchiformes

約37種。ネズミギス科・サバヒー科は海産種である。
- 骨鰾系 Otophysi
  - コイ目 Cypriniformes

約4,200種が属する魚類で2番目に大きな目。淡水魚類最大の科であるコイ科を含む。
  - カラシン目 Characiformes

少なくとも2,300種が南米・アフリカに分布。観賞魚として知られるテトラは本目に属する。
  - ナマズ目 Siluriformes

約3,700種が世界中に分布。デンキウナギ目とあわせて Siluriphysi として扱われる。
  - デンキウナギ目 Gymnotiformes

少なくとも208種が南米から中米にかけて分布。ナマズ目の下位分類とされる場合がある。

### 骨鰾亜区
上記のような骨鰾上目の定義では、分子系統学的な知見から単系統性に疑問が生じる。ネズミギス目はコイ目以下骨鰾系のグループよりニシン目と系統的に近縁で、ネズミギス目とニシン目で単系統群とみなすことが可能である。骨鰾上目とニシン上目は姉妹群の関係にあることが判明しており、両上目をあわせて単系統群とする「骨鰾亜区」（Ostarioclupeomorpha、ニシン・骨鰾類とも）のタクソンがあらたに定義されている。
|  | カラシン目                                                  |
|  |                                                             |
|  | \| \| ナマズ目 \| \| \| \| \| \| デンキウナギ目 \| \| \| \| |
|  |                                                             |
|  | ナマズ目                                                    |
|  |                                                             |
|  | デンキウナギ目                                              |
|  |                                                             |

|  | ナマズ目       |
|  |                |
|  | デンキウナギ目 |
|  |                |

|  | カラシン目                                                  |
|  |                                                             |
|  | \| \| ナマズ目 \| \| \| \| \| \| デンキウナギ目 \| \| \| \| |
|  |                                                             |
|  | ナマズ目                                                    |
|  |                                                             |
|  | デンキウナギ目                                              |
|  |                                                             |

|  | ナマズ目       |
|  |                |
|  | デンキウナギ目 |
|  |                |

|  | カラシン目                                                  |
|  |                                                             |
|  | \| \| ナマズ目 \| \| \| \| \| \| デンキウナギ目 \| \| \| \| |
|  |                                                             |
|  | ナマズ目                                                    |
|  |                                                             |
|  | デンキウナギ目                                              |
|  |                                                             |

|  | ナマズ目       |
|  |                |
|  | デンキウナギ目 |
|  |                |

|  | カラシン目                                                  |
|  |                                                             |
|  | \| \| ナマズ目 \| \| \| \| \| \| デンキウナギ目 \| \| \| \| |
|  |                                                             |
|  | ナマズ目                                                    |
|  |                                                             |
|  | デンキウナギ目                                              |
|  |                                                             |

|  | ナマズ目       |
|  |                |
|  | デンキウナギ目 |
|  |                |

|  | カラシン目                                                  |
|  |                                                             |
|  | \| \| ナマズ目 \| \| \| \| \| \| デンキウナギ目 \| \| \| \| |
|  |                                                             |
|  | ナマズ目                                                    |
|  |                                                             |
|  | デンキウナギ目                                              |
|  |                                                             |

|  | ナマズ目       |
|  |                |
|  | デンキウナギ目 |
|  |                |

|  | カラシン目                                                  |
|  |                                                             |
|  | \| \| ナマズ目 \| \| \| \| \| \| デンキウナギ目 \| \| \| \| |
|  |                                                             |
|  | ナマズ目                                                    |
|  |                                                             |
|  | デンキウナギ目                                              |
|  |                                                             |

|  | ナマズ目       |
|  |                |
|  | デンキウナギ目 |
|  |                |

|  | カラシン目                                                  |
|  |                                                             |
|  | \| \| ナマズ目 \| \| \| \| \| \| デンキウナギ目 \| \| \| \| |
|  |                                                             |
|  | ナマズ目                                                    |
|  |                                                             |
|  | デンキウナギ目                                              |
|  |                                                             |

|  | ナマズ目       |
|  |                |
|  | デンキウナギ目 |
|  |                |

|  | カラシン目                                                  |
|  |                                                             |
|  | \| \| ナマズ目 \| \| \| \| \| \| デンキウナギ目 \| \| \| \| |
|  |                                                             |
|  | ナマズ目                                                    |
|  |                                                             |
|  | デンキウナギ目                                              |
|  |                                                             |

|  | ナマズ目       |
|  |                |
|  | デンキウナギ目 |
|  |                |

## 進化
骨鰾類の化石は、前骨鰾系・骨鰾系ともに白亜紀初期から知られ、オーストラリア以外の全大陸から産出している。
骨鰾類は現在、南極を除く全大陸に分布する。骨鰾系の祖先はジュラ紀（約1億9500-1億3500万年前）、パンゲア大陸分裂前の淡水環境を起源とし、分裂にともない現生4目への系統の分岐が起こった。北のローラシア大陸と南のゴンドワナ大陸の分裂はそれぞれに現生のコイ目とカラシン目に繋がる系統を分岐させ、カラシン目の祖先は昼行性のカラシン目と夜行性の Siluriphysi（ナマズ目とデンキウナギ目）に分岐した。現生のカラシン目は南アメリカとアフリカの両大陸に分布するが、近年では北アメリカへも進出している。
電気受容器をはじめ多くの特徴をもつ Siluriphysi の起源は、アプト期（白亜紀中期、約1億1000万年前）にゴンドワナ大陸が南アメリカとアフリカに分裂する以前である。ただし、デンキウナギ目・ディプロミュステース科・オトシンクルスなどの基盤的タクソンが南アメリカにのみ存在することは、Siluriphysi がゴンドワナ大陸西部（南アメリカになった部分）を起源とするか、あるいは分裂後アフリカでは絶滅したかのいずれかであることを示唆する。現代では、ナマズ目は拡散して世界中に分布する。

## 多様性

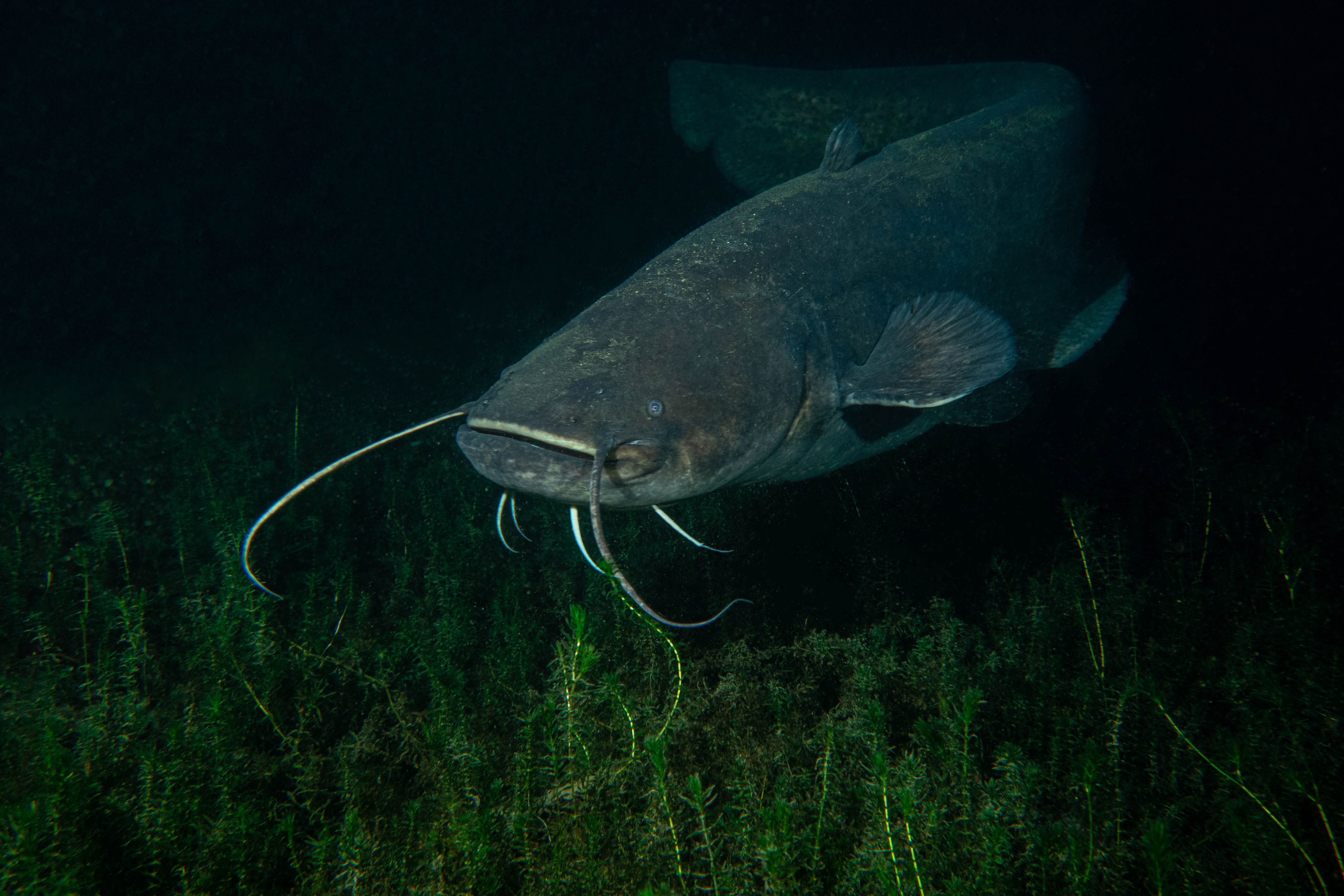
ヨーロッパオオナマズ
Silurus glanis

骨鰾上目は棘鰭上目に次いで条鰭綱の2番目に大きな上目で、5つの主要な系統を含み、非常に多様なグループとなっている。Nelson (2016) では、5つの目に現生魚種のおよそ28%にあたる1,347属10,388種が記載されている。コイ科・カラシン科・ロリカリア科の3科が合計5,227種を含み過半数を占める。
骨鰾類は淡水魚の約68%を占め、南極以外の全大陸と、グリーンランド・ニュージーランドを除く大きな島々に生息する。なお、およそ123の海産種（サバヒー科・ネズミギス科・ハマギギ科の大部分・ゴンズイ科の半分）もいる。
骨鰾類は、たとえば重さ300 kgに達する大型淡水魚メコンオオナマズや、全長12 mmにしかならない超小型の淡水魚ダニオネラ・トランスルーシダなど、実に多様な魚種で構成される。ヒレナマズ科のように直接空気中の酸素を呼吸するものや、水の外でもある程度生きられる Phreatobius cisternarum などの種もいる。デンキナマズ科やデンキウナギ目は発電器官をもっている。

## 形態的特徴

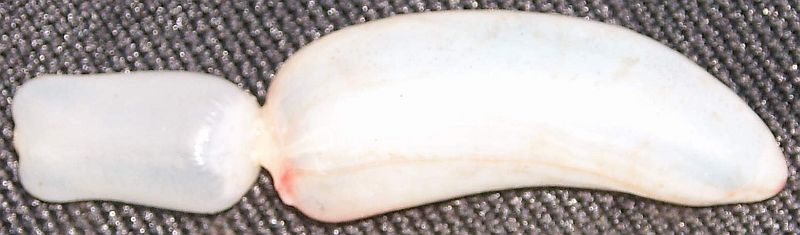
ラッド（コイ科）の浮き袋

ネズミギス属以外のほとんどの種には浮き袋がある。通常、浮き袋は2つの気室に分かれており、小さい前室は部分的に、または全体が銀白色の被膜で覆われる。後室は前室より大きいが、いくつかの分類群では縮小しているか、あるいは欠落している。
魚体各部の表面細胞には "unculi" という微細な棘状の突起が存在する。この構造は骨鰾類だけに認められる。
骨鰾類の多くが、恐怖反応の一種である特有の警報物質 (alarm substance) をもつ。警報物質は表皮細胞で生成されるフェロモンで、すべての骨鰾類で類似するか同一のものである。魚体が傷つくと傷口からこのフェロモンが放散され、においを感知できる同種および近縁種に恐怖反応を引き起こす。ただし、恐怖反応を示すことはないが警報物質はもつ種や、あるいは恐怖反応・警報物質ともにもたない種が一部存在する。

### ウェーバー器官

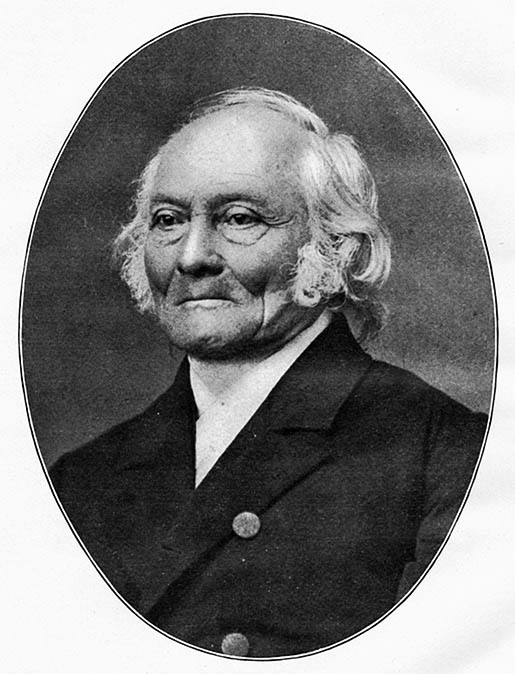
Ernst Heinrich Weber

骨鰾系の主要な特徴のひとつに、ウェーバー器官 (Weberian apparatus) をもつことが挙げられる。この構造以外に、今日の骨鰾系の繁栄を合理的に説明可能ないかなる特徴も存在しない。
ウェーバー器官とは、聴覚器と浮き袋をつなぐ「ウェーバー小骨」と呼ばれる一連の小骨片からなる骨格で、「骨鰾」の呼称の由来となっている（鰾＝浮き袋）。ウェーバー小骨は、浮き袋の内壁と、左右の耳の球形嚢に繋がるリンパ管に隣接するＹ字形のリンパ腔を連結する。この構造により浮き袋の振動（音）が内耳に伝達されることで優れた聴覚を得ている。
前骨鰾系では、前から3番目までの椎骨が特殊化し、1個またはそれ以上の肋骨と連結される（原始的ウェーバー器官）。骨鰾系では、前から4番目ないし5番目までの椎骨に、ウェーバー小骨と同等の明らかな変形がみられる。
完全に作用するウェーバー器官は、浮き袋・ウェーバー小骨・前部脊柱・いくつかの筋肉と靭帯によって構成される。「ウェーバー器官」の名称は、ウェーバー小骨の作用を解明したドイツの解剖学者・生理学者エルンスト・ヴェーバーにちなむ。